# Craspedia robusta
Craspedia robusta là một loài thực vật có hoa trong họ Cúc. Loài này được (Hook.f.) Cockayne mô tả khoa học đầu tiên năm 1913.